# Euphyllura wagnerii
Euphyllura wagnerii är en insektsart som beskrevs av Heslop-harrison 1951. Euphyllura wagnerii ingår i släktet Euphyllura och familjen rundbladloppor. Inga underarter finns listade i Catalogue of Life.